# Robert Murray M'Cheyne

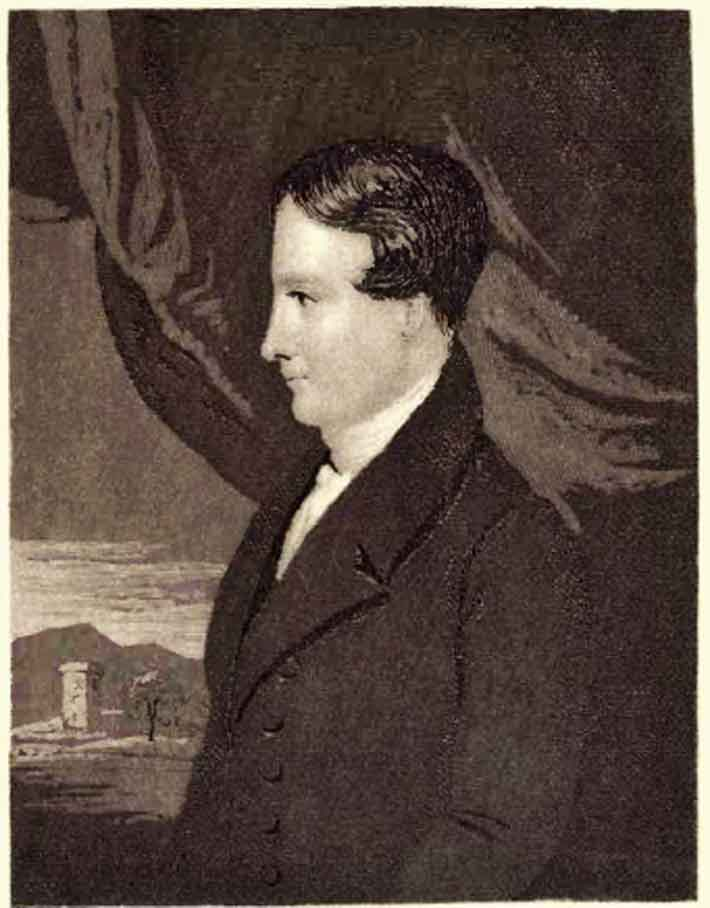
Imagen de Robert Murray M'Cheyne.

Robert Murray M'Cheyne (21 de marzo de 1813-25 de marzo de 1843) fue ministro en la Iglesia de Escocia, desde 1835 hasta 1843. Nació en Edimburgo, y fue educado en la Universidad de Edimburgo y en el Divinity Hall de su ciudad natal.
Murray había servido primero como asistente de John Bonar en la parroquia de Larbert y Dunipace, cerca de Falkirk, desde 1835 hasta 1838. Tras ello se asoció con la Iglesia de San Pedro en Dundee, donde sirvió como ministro hasta su muerte a la edad de 29, durante una epidemia de tifo.
Poco antes de su muerte, su amigo Andrew Alexander Bonar editó su biografía, la cual fue publicada con algunos de sus manuscritos como Las Memorias y Recuerdos del Reverendo Robert Murray M'Cheyne. Este libro tuvo varias ediciones posteriores, y tuvo una influencia duradera en el cristianismo evangélico en todo el mundo.
En 1839, M'Cheyne y Bonar, junto con dos ministros más antiguos, Dr. Alexander Black y Dr. Alexander Keith, fueron enviados a Palestina en una misión para inquirir la condición de los judíos. A su regreso, su reporte oficial para el Consejo de Misiones de la Iglesia de Escocia fue publicado como Narrativa de una Visita a la Tierra Santa y Misión de Inquisición a los Judíos. Subsecuentemente, esto llevó al establecimiento de misiones hacia los judíos de parte de la Iglesia de Escocia y por la Iglesia Libre de Escocia.
M'Cheyne fue un predicador, pastor, poeta, y escribió muchas cartas. Fue un hombre de gran piedad, y un hombre de oración, que nunca se casó.
Murray M'Cheyne murió exactamente dos meses antes de la Disrupción de 1843. A razón de esto, su nombre fue tenido en alta estima por todas las diversas ramas del presbiterianismo escocés, aunque él mismo mantuvo una fuerte opinión contra el erastianismo, el cual llevó a la Disrupción.
Bonar escribió: Y cuando, el 7 de marzo del año siguiente, la causa de la Iglesia finalmente se argüiría en la Cámara de los Comunes, le encontré escribiendo: ‘Gran noche esta en el Parlamento Británico! Una vez más, Jesús el Rey se levanta en un tribunal de la Tierra, y ellos no Le conocen!’ (Memoria, 1892, p. 147).
- Datos: Q389941
- Multimedia: Robert Murray M'Cheyne / Q389941